# Mieses Leben
Mieses Leben ist das sechste Soloalbum der Hamburger Rapperin Haiyti. Es erschien am 16. April 2021 über das Label Hayati Records und wird von Universal Urban vertrieben.

## Produktion
An der Produktion des Albums waren insgesamt 13 Musikproduzenten beteiligt, wobei Project X fünf Lieder produzierte. An der Musik zu vier Songs wirkte Jush mit, während je drei Titel von Jaynbeats bzw. Asadjohn produziert wurden. Weitere Produktionen stammen von Eastside, Alexis Troy, den Bounce Brothas, Sosa, Morte, Isotope, Vogue, Maru und Skoolboy.

## Covergestaltung
Das Albumcover zeigt eine weiße Statue einer Frau, die von einer anderen Person von hinten umschlungen wird. Rundherum befinden sich orange Skelette, Sterne und andere Formen. Im oberen Teil steht der Schriftzug Mieses Leben in Orange, während der Hintergrund komplett schwarz gehalten ist.

## Gastbeiträge
Auf zwei Liedern des Albums treten neben Haiyti weitere Rapper in Erscheinung. So ist Kaisa Natron am Song 8 Stunden Arbeit beteiligt, während Jace auf 50/50 zu hören ist.

## Titelliste
| #  | Titel              | Gastmusiker  | Produzent                 | Länge |
| -- | ------------------ | ------------ | ------------------------- | ----- |
| 1  | Intro              |              | Asadjohn                  | 1:40  |
| 2  | Robbery Is Back    |              | Sosa                      | 2:09  |
| 3  | Snob               |              | Project X, Eastside, Jush | 2:09  |
| 4  | OMG                |              | Asadjohn                  | 2:33  |
| 5  | Toxisch            |              | Alexis Troy               | 2:22  |
| 6  | Papi Chain         |              | Jaynbeats                 | 1:50  |
| 7  | Helikopter         |              | Morte                     | 2:29  |
| 8  | Freitag            |              | Project X, Jush           | 2:30  |
| 9  | Was noch           |              | Bounce Brothas            | 2:27  |
| 10 | Erster Tag         |              | Jaynbeats                 | 1:43  |
| 11 | Paris              |              | Project X, Asadjohn       | 1:56  |
| 12 | Minusmensch        |              | Eastside                  | 1:58  |
| 13 | 8 Stunden Arbeit   | Kaisa Natron | Isotope                   | 3:22  |
| 14 | Trap OG            |              | Jaynbeats                 | 2:02  |
| 15 | Regen und Niesel   |              | Project X, Jush           | 2:09  |
| 16 | 50/50              | Jace         | Maru, Skoolboy            | 1:22  |
| 17 | Aszendent Trapstar |              | Vogue                     | 2:03  |
| 18 | Wolken             |              | Project X, Jush           | 2:11  |

## Singles
Am 19. März 2021 wurde der Song Wolken als erste Single veröffentlicht. Die zweite Auskopplung Freitag erschien am 2. April 2021. Neben Musikvideos zu beiden Singles wurden auch Videos zu Was noch und Toxisch gedreht.

## Rezeption
| Professionelle Bewertungen | Professionelle Bewertungen |
| -------------------------- | -------------------------- |
| Kritiken                   |                            |
| Quelle                     | Bewertung                  |
| laut.de                    | [ 3 ]                      |

Mirco Leier von laut.de bewertete Mieses Leben mit vier von möglichen fünf Punkten. Haiyti beweise mit dem Album, „dass sie einer Szene, die sich zunehmend in den eigenen Schwanz beißt, um Lichtjahre voraus ist.“ Die Rapperin liefere „einzigartige Flows“ und erweitere den „musikalischen Horizont des Deutschrap-Mainstreams,“ wobei die Texte „ein ständiger Drahtseilakt zwischen Flex und Depression, zwischen Action und Tränen, zwischen Gangster und Seelenstriptease“ seien. Zudem wird die Produktion als „erstklassig“ gelobt.